# Spectravideo SVI-728
Lo Spectravideo SVI-728 o SVI 728 è un home computer a 8 bit prodotto da Spectravideo nel 1985.
È stato il primo home computer della Spectravideo a essere compatibile con le specifiche dello standard MSX. Esteticamente è simile al precedente modello Spectravideo SV-328, il quale non è però pienamente MSX compatibile.
Ha avuto come successore il SVI-738 o X'press.

## Specifiche tecniche
Caratteristiche tecniche principali:
- CPU Zilog Z80 a 3,56 MHz
- ROM: 32 KB
- RAM: 64 KB (espandibili a 256 KB)
- VRAM: 16 KB

Video
- Chip video: Texas Instruments TMS9918A/TMS9929 (NTSC/PAL)
  - Modi grafici:
    - alta risoluzione: 256×192 pixel
    - multi-color: 64×48 pixel

  - Modo testo: 40×24 e 32×24
  - colori: 16
  - sprite: 32

Audio
- General Instrument AY-3-8910
  - 3 canali
  - 1 canale rumore
  - 1 controller inviluppo

Connettori
- 1 per registratore a cassette
- 2 joystick
- 1 cartuccia
- 1 Super Expander
- 1 disk station